# Ганна Ґедсбі
Ганна Ґедсбі (англ. Hannah Gadsby) — австралійська гумористка і письменниця. Швидко набула популярності після своєї перемоги в національному фіналі австралійського конкурсу нових коміків Raw Comedy у 2006 році. Гастролювала у різних країнах, з'являлася на австралійському і новозеландському телебаченні. У 2018 році вийшов спецвипуск Ганни Ґедсбі на Netflix під назвою «Нанетт», що привернув до неї увагу міжнародної аудиторії.

## Раннє життя та освіта
Ґедсбі виросла у Сміттоні в Тасманії, наймолодша з п'яти дітей у сім'ї. Навчалася в Сміттонській старшій школі з 1990 по 1995 рік, коледжі Лонстона й університеті Тасманії в Гобарті. У 2003 році закінчила Австралійський національний університет, отримавши ступінь бакалавра мистецтв з історії мистецтва та кураторства. Перш ніж розпочати комедійну кар'єру, Ґедсбі працювала кіномеханіком у кінотеатрі і висаджувачем дерев на фермі.

## Кар'єра

### Стенд-ап
У 2018 році компанія Netflix випустила спецвипуск Нанетт, який привернув до Ґедсбі увагу міжнародної аудиторії. На той час вона регулярно виступала на місцевих та міжнародних комедійних фестивалях упродовж понад 10-ти років.

### Телебачення
Ґедсбі знялася у програмі каналу ABC Adam Hills Tonight. У неї були регулярні сегменти «Цього дня» і «Ганна пробує», вона також коментувала інтерв'ю, які Адам Гіллс брав у гостей шоу. Шоу перестало виходити після закінчення свого третього сезону в липні 2013 року.
Вона також була ведучою у шоу Good News Week, Spicks and Specks, та 7 Days на новозеландському каналі TV 3.
Вона написала і представила трисерійний серіал «Оз Ганни Ґедсбі» на ABC TV, який вийшов в ефір у березні 2014 року.
У 2015 році вона грала Ганну, вигадану версію себе, у другому, третьому і четвертому сезонах серіалу коміка Джош Томаса Please Like Me.

### Лекції з мистецтва
Хоча Ганна найбільш відома за свою суто комедійну роботу, вона також поєднує свої комедійні таланти з отриманою освітою, роблячи комедійні мистецькі екскурсії спільно з Національною галереєю Вікторії. Починаючи з 2009 року, Ґедсбі провела екскурсії на такі теми, як картини Пресвятої Богородиці, дадаїзм, модернізм, імпресіонізм та оголена натура в мистецтві. Ґедсбі також дає лекції з мистецтва і відкриває виставки.
Ґедсбі написала два документальні спецвипуски для програми Artscape на ABC TV, The NGV Story (2011) і Hannah Gadsby Goes Domestic (2010).

## Особисте життя
Ґедсбі відкрита лесбійка і часто звертається до теми власної сексуальності у своїх стенд-ап виступах.
Ґедсбі є активною прихильницею різних благодійних організацій. Вона надавала допомогу таким організаціям як Big Brothers Big Sisters у Мельбурні, Edmund Rice Camps у Вікторії і Sacred Heart Mission.
Ґедсбі було поставлено діагноз ADHD і вона також зазначає, що має розлад аутистичного спектру, обидва діагнози поставлені вже в дорослому віці.

## Нагороди
- 2006: фестиваль Raw Comedy радіостанції Triple J — переможець
- 2006: Edinburgh Festival Fringe, So You Think You're Funny? — друге місце
- 2007: Adelaide Fringe Festival — премія за найкращу нову комедію
- 2008: Melbourne International Comedy Festival — премія Музгед за Meat the Musical, разом з Амелією Джейн Гантер
- 2008: Sydney Comedy Festival — премія Directors' Choice
- 2010: Melbourne International Comedy Festival — переможець в номінації Festival Directors’ Choice
- 2010: премія Гелпманна як найкращому виконавцеві комедії — номінована за The Cliff Young Shuffle
- 2011: Melbourne International Comedy Festival, премія Баррі (номінація за найкраще шоу) — номінована
- 2011: премія Гелпманна як найкращому виконавцеві комедії — номінована за Mrs Chuckles
- 2013: премія Гелпманна як найкращому виконавцеві комедії — номінована за Happiness is a Bedside Table
- 2013: Melbourne International Comedy Festival, премія Баррі (номінація за найкраще шоу) — номінована за Happiness is a Bedside Table
- 2017: Adelaide Fringe Festival — «Найкраща комедія» за Nanette
- 2017: Melbourne International Comedy Festival, премія Баррі (номінація за найкраще шоу) — за Nanette[16]
- 2017: премія Гелпманна як найкращому виконавцеві комедії — за Nanette
- 2017: Last Minute Edinburgh Comedy Award — спільний переможець, за Nanette

## Виступи наживо
- 2007: Hannah Gadsby is Wrong and Broken, Adelaide Fringe Festival
- 2008: Meat, The Musical разом з Амелією Джейн Гантер, Melbourne International Comedy Festival, Enmore Theatre
- 2009: Kiss Me Quick, I'm Full Of Jubes (сольне шоу). Melbourne International Comedy Festival, New Zealand International Comedy Festival, Edinburgh Fringe Festival, Melbourne Fringe Festival
- 2009, 2010, 2011: The History of the National Gallery of Victoria (лекція з історії мистецтва). Національна галерея Вікторії під час Melbourne International Comedy Festival
- 2010: The Cliff Young Shuffle (сольне шоу). Melbourne International Comedy Festival, Adelaide Fringe Festival, Sydney Comedy Festival, Brisbane Comedy Festival, New Zealand International Comedy Festival, Edinburgh Fringe Festival.
- 2011: Mary. Contrary (сольне шоу). Edinburgh Fringe Festival
- 2011: Mrs Chuckles (сольне шоу). Belvoir St Theatre, Melbourne International Comedy Festival, Adelaide Fringe Festival, Brisbane Comedy Festival, Wild West Comedy Fest (Перт), New Zealand Comedy Festival, Campbelltown Arts Centre, Edinburgh Fringe Festival, Soho Theatre (Лондон).
- 2012: Mary. Contrary (мистецька лекція). Національна галерея Вікторії під час Melbourne International Comedy Festival, Edinburgh Fringe Festival
- 2012: Hannah Wants A Wife (сольне шоу).[17] Adelaide Fringe Festival, Melbourne International Comedy Festival, Brisbane Comedy Festival, Perth International Comedy Festival, Edinburgh Fringe Festival
- 2013: Mary.Contrary (мистецька лекція). Ten Days on the Island Festival, Kings Place London
- 2013: Nakedy Nudes (мистецька лекція). Національна галерея Вікторії під час Melbourne International Comedy Festival, Edinburgh Fringe Festival, Campbelltown Arts Centre, Art Space Mackay
- 2013: Happiness is a Bed Side Table (сольне шоу). Adelaide Fringe Festival, Melbourne International Comedy Festival, Brisbane Comedy Festival, Perth Comedy Festival, Edinburgh Fringe Festival, Canberra Theatre Centre, Soho Theatre London, Brighton Comedy Festival, Sydney Comedy Store[18]
- 2014: Nakedy Nudes/Mary.Contrary/Australian Art (мистецька лекція). NGV Art Lecture Series, Melbourne
- 2014: The Exhibitionist (сольне шоу). Adelaide Fringe Festival, Melbourne International Comedy Festival, Brisbane Comedy Festival, Ten Days Spiegeltent Hobart, Canberra Comedy Festival, Perth International Comedy Festival, Edinburgh Fringe Festival, Soho Theatre (Лондон)
- 2015: Hannah Gadsby Live (сольне шоу). Comedy Store Sydney
- 2015: Art Lite (мистецька лекція). Adelaide Cabaret Festival
- 2015: Donkey (сольне шоу). Brisbane Comedy Festival, Adelaide Fringe Festival, Melbourne International Comedy Festival, Perth Comedy Festival, Darwin Festival
- 2016: Dogmatic (сольне шоу). Adelaide Fringe Festival, Canberra Comedy Festival, Melbourne International Comedy Festival, Perth Comedy Festival, Belvoir Theatre, Wagga Wagga, Soho Theatre London
- 2017—2018: Nanette (сольне шоу). Perth Fringe Festival, Adelaide Fringe Festival, International Women's Day — Sydney Opera House, Ten Days On The Island — Hobart, Brisbane Comedy Festival, Canberra Comedy Festival, Melbourne International Comedy Festival, Wollongong, Edinburgh Festival Fringe, Soho Theatre, Arts Centre Melbourne, Sydney Opera House, Soho Theatre — Return Run, New York Soho Playhouse

## Фільмографія
- 2009—2010: The Librarians (телесеріал) — у ролі Кармел (2 епізоди)
- 2011: Hannah Gadsby: Kiss Me Quick, I'm Full of Jubes, Warehouse Comedy Festival (телесеріал) — авторка
- 2012—2013: Adam Hills in Gordon St Tonight (телесеріал) — авторка (24 епізоди)
- 2013: Underbelly (телесеріал) — у ролі Чарлі (3 епізоди)
- 2013: Hannah Gadsby: Mrs Chuckles, Warehouse Comedy Festival (телесеріал) — авторка
- 2013—2014: Hannah Gadsby's Oz (телесеріал documentary) — авторка
- 2014—2016: Please Like Me (телесеріал) — у ролі Ханни; також авторка (22 епізоди)
- 2018: Hannah Gadsby's Nakedy Nudes (документальний мінітелесеріал) — авторка
- 2018: Hannah Gadsby: Nanette (телефільм) — авторка

## Публікації
- Gadsby, Hannah (2018). Ten Steps to Nanette. Sydney: Allen & Unwin. ISBN 978-1-742-37403-1. OCLC 1014018703.